# Kasteel Czocha
Kasteel Czocha (Pools Zamek Czocha) is een kasteel op een heuvel in Stankowice (Duits: Rengersdorf), een plaats in het Poolse woiwodschap Neder-Silezië, district Lwówecki. Stankowice is bestuurlijk onderdeel van de Gemeente Leśna. Het kasteel ligt vier kilometer ten oosten van Leśna aan de linker steile oever van de rivier Kwisa

## Geschiedenis
Het kasteel werd voor het eerst vermeld in 1264 en geraakte in eigendom van Piast hertog Hendrik V in 1329. In 1346 werden het kasteel, alsmede het gehele vorstendom Jawor overgenomen door prins Bolko II van Świdnica. Na zijn dood werd Jawor samengevoegd met Silzezië onder leiding van de Boheemse koning Karel I. Hierdoor verloor het kasteel zijn oorspronkelijke strategische functie als grensfort. Hierna functioneerde kasteel Czocha als ridderzetel, die vaak wisselde van eigenaar. 
In 1427 trachtte de Hussieten het kasteel in te nemen. Tijdens een tweede poging in 1433 slaagde de Hussieten erin om het fort over te nemen. De toenmalige eigenaar, Hartung von Klux, bevond zich destijds in Bazel en een omgekochte dienstmeid verschafte toegang aan de Hussieten-eenheid. Hartung gaf echter zijn kasteel niet zomaar prijs en in de lente van het volgende jaar heroverde hij het bolwerk. De verraderlijke dienstmeid zou hierbij zijn onthoofd. 
Tussen 1525 en 1611 werd het bolwerk uitgebreid tot een comfortabele adellijke residentie in renaissancestijl. Tijdens de Dertigjarige Oorlog voegde Christian von Nostitz een nieuwe toegangspoort toe, geflankeerd door twee artillerietorens. De verdediging tegen Zweedse troepen in 1640 vervulde de laatste keer dat het kasteel als strategisch bolwerk fungeerde. Een grote brand in 1793 verwoestte de kasteelgebouwen vrijwel volledig, waarbij enkel de kapel bespaard werd. 
Het kasteel overleefde de Tweede Wereldoorlog grotendeels intact. Echter werd vlak voor het einde van de oorlog alle waardevolle elementen van het interieur leeggeroofd. Na de oorlog werd het kasteel veelvuldig leeggeroofd door het Rode Leger en dieven. De Poolse strijdkrachten namen bezit van het kasteel als militair vakantieresort. Vanaf 1996 is het kasteel publiekelijk geopend als hotel en conferentiecentrum. 